# オンラインペット霊園
オンラインペット霊園（オンラインペット墓地、ネット墓地）とは、ペット供養の一種で、亡くなったペットのバーチャルのお墓をインターネット上で作れるウェブサービス。飼い主がインターネットでペット霊園にアクセスして、バーチャル墓石を立てたり、写真をアップロードしたりするなどペット供養できる。ペット関連企業が経営することが多い。

## 背景
ペットの霊園そのものが新しい概念ではない。
古代エジプトでは亡くなったペットをミイラして人間と同じように、または人間と一緒に埋葬していたケースが確認されている。
近年、ペットを人間と同じ家族として大切にする思想が発達し、ペットの家族化が進んでいる。
それに伴い、家族として愛情を注ぎ込んだペットが亡くなった場合、人間と同じように墓地に埋葬することを望み、ペット霊園という新しい形態の墓地が増加している。
しかし、大都会など人口密集地では地価に比例して、埋葬にかかる費用も高額であり、
そのことからインターネットを活用したバーチャル環境でのペット霊園、すなわちオンラインペット霊園が出現し、徐々に人気を博している。
ペットに対する思い入れの強い場合、人によってはペットを失ったことによるストレスから、一般にペットロス症候群とも呼ばれる状態に陥る事もある。 ペット供養では、親しい関係にあった生物の死を受け入れるための儀式としての葬儀を行う事で、飼い主の心痛を和らげる効果が期待できる。

### オンラインペット霊園の特徴
1. バーチャル環境による墓地であるため、現実のお墓とは、関係なく存在している。従来からのペット霊園ではWebカメラを設置し、いつでもインターネット経由で参拝することができるサービスは存在しているが、あくまで現実のお墓に対しての参拝であるため、これはオンラインペット霊園には当てはまらない。
2. 24時間いつでも参拝できる。
3. ほとんどの場合、サービスに登録されていない人もアクセスして、参拝することが可能。
4. 墓地機能以外に、写真集やメモリーブックなど、ペットとの思い出をデジタルデータとして保存し公開するなどの機能がある。
5. ソーシャルネットワークサービスのようなオンラインペット霊園も存在し、お悔やみの言葉を墓地に残す機能など、ペットを亡くした飼い主同士のコミュニケーションツールとして機能している。

### コスト
オンラインペット霊園の料金体系は、現在のところ様々であるが、一般的に現実に存在するペット霊園より利用料はかなり安くなっている。
初回の埋葬（初期費用）に数万円を有するサービスや、無料で提供しているサービスも存在し、一部の無料サービスでもお試し期間が設定されており、その期間を経過すると、有料サービスとなる課金モデルも存在する。

### 社会
飼い主ではなくても、ペットへの愛着や思い入れの気持ちから第三者によってお墓が作られるケースが存在する。特に知名度の高いペットにその傾向がある。
オンラインペット霊園の1つ「ペット愛」では、ファンによって作られた「忠犬ハチ公」のお墓などがその一例である。

## 法的な整理
オンラインペット霊園は完全にバーチャル環境で完結するサービスであり、現実におけるペットの遺体処理に関わってはいない。したがって許認可を取得する必要がないため、参入障壁が低く、趣味もしくは営利目的として運営されている。